# Scarabaeus winkleri
Scarabaeus winkleri là một loài bọ cánh cứng trong họ Bọ hung (Scarabaeidae).